# Enrico Mastracchi
Enrico Mastracchi (Catanzaro, 29 dicembre 1881 – Roma, 24 dicembre 1945) è stato un giornalista, sindacalista e politico italiano di ispirazione massimalista, già sindaco di Crotone per due mandati, nel 1920 in qualità di sindaco effettivo e dal 1921 al 1922 come prosindaco.

## Biografia
Fu deputato nella XXVI legislatura del Regno d'Italia, nei governi Giolitti V, Bonomi I, Facta I e Facta II.
Nel 1920 divenne sindaco di Crotone e, successivamente, prosindaco della città pitagorica dal 1921 al 1922.
Morì a Roma il 24 dicembre 1945.